# Manila Bulletin
Manila Bulletin, também conhecido como Bulletin e anteriormente como Manila Daily Bulletin e Bulletin Today, é o maior jornal standard das Filipinas por circulação. Fundado em 1900, é o segundo mais velho jornal filipino, perdendo apenas para o The Manila Times.